# Oyakodon
L'oyakodon  (親子丼?) è un piatto tipico della cucina giapponese, una delle forme più famose di donburi. Chiamato anche Oyako donburi, letteralmente significa "genitori e figli" (riferito agli ingredienti tipici, pollo e uova).

## Preparazione
Si prepara in una scodella con una base di riso caldo su cui vengono versati 1-2 uova leggermente sbattute e adagiati il pollo, cipolle verdi e altri ingredienti fatti precedentemente bollire insieme con della salsa (solitamente 1/4 di tazza).

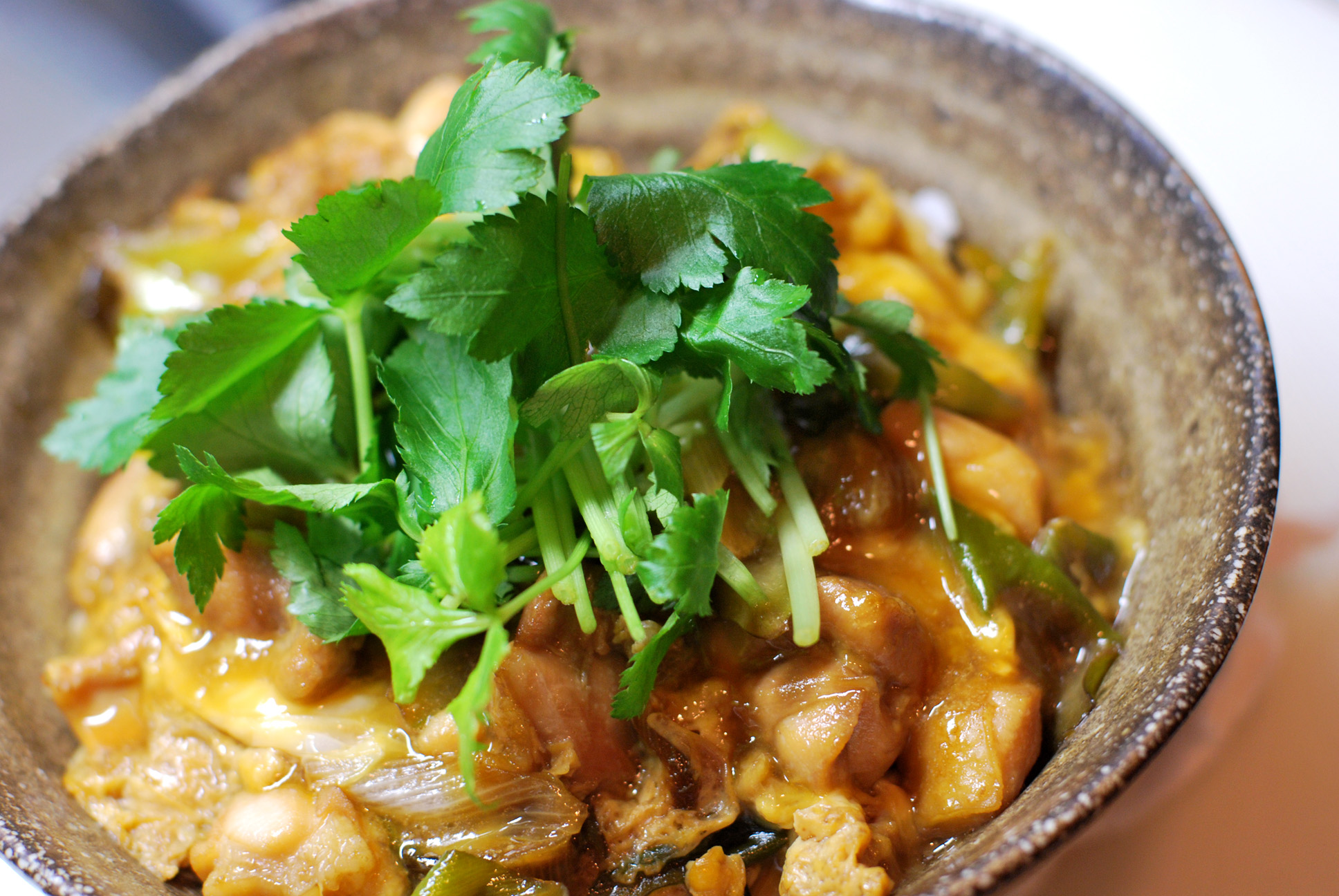
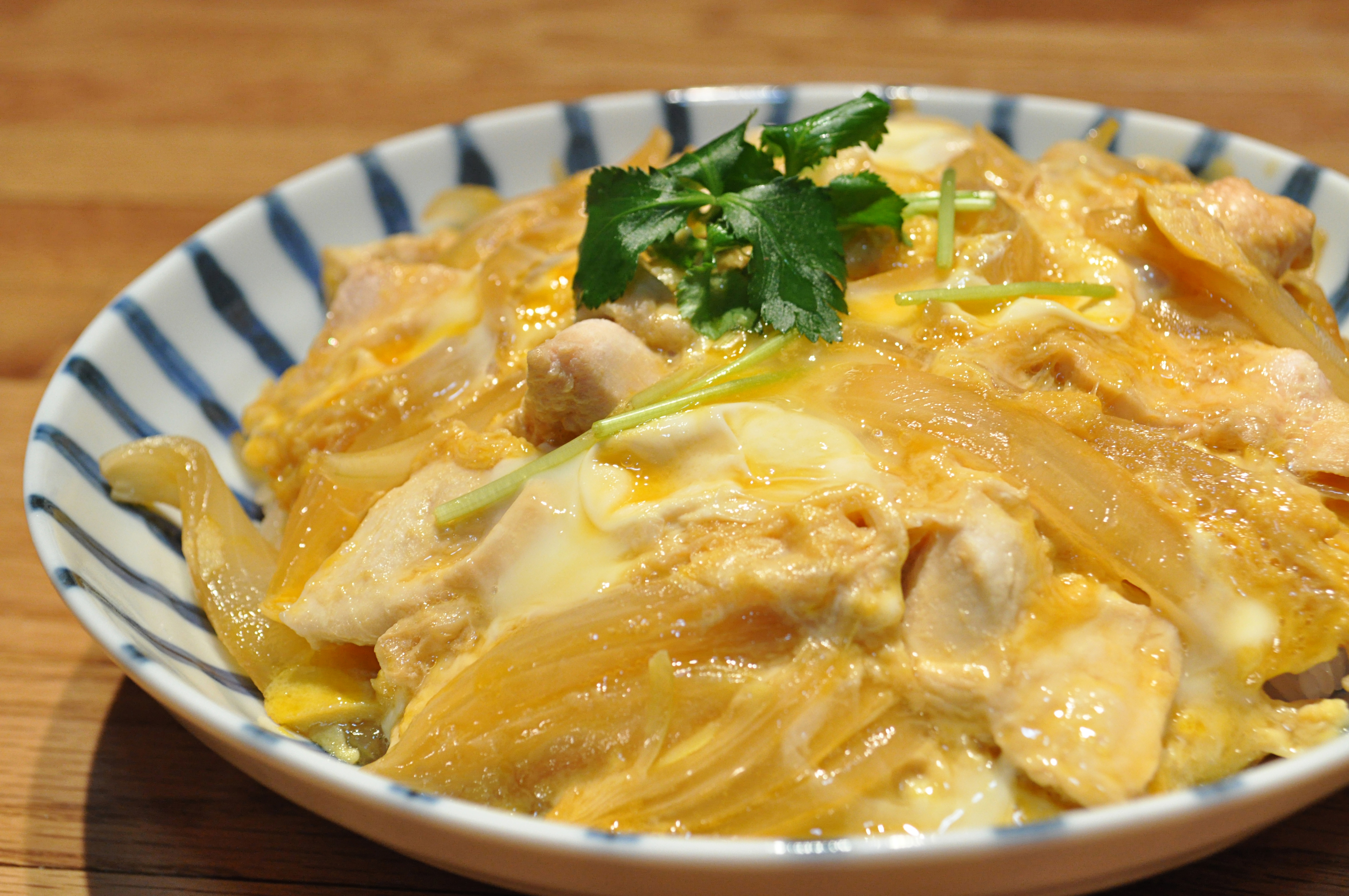
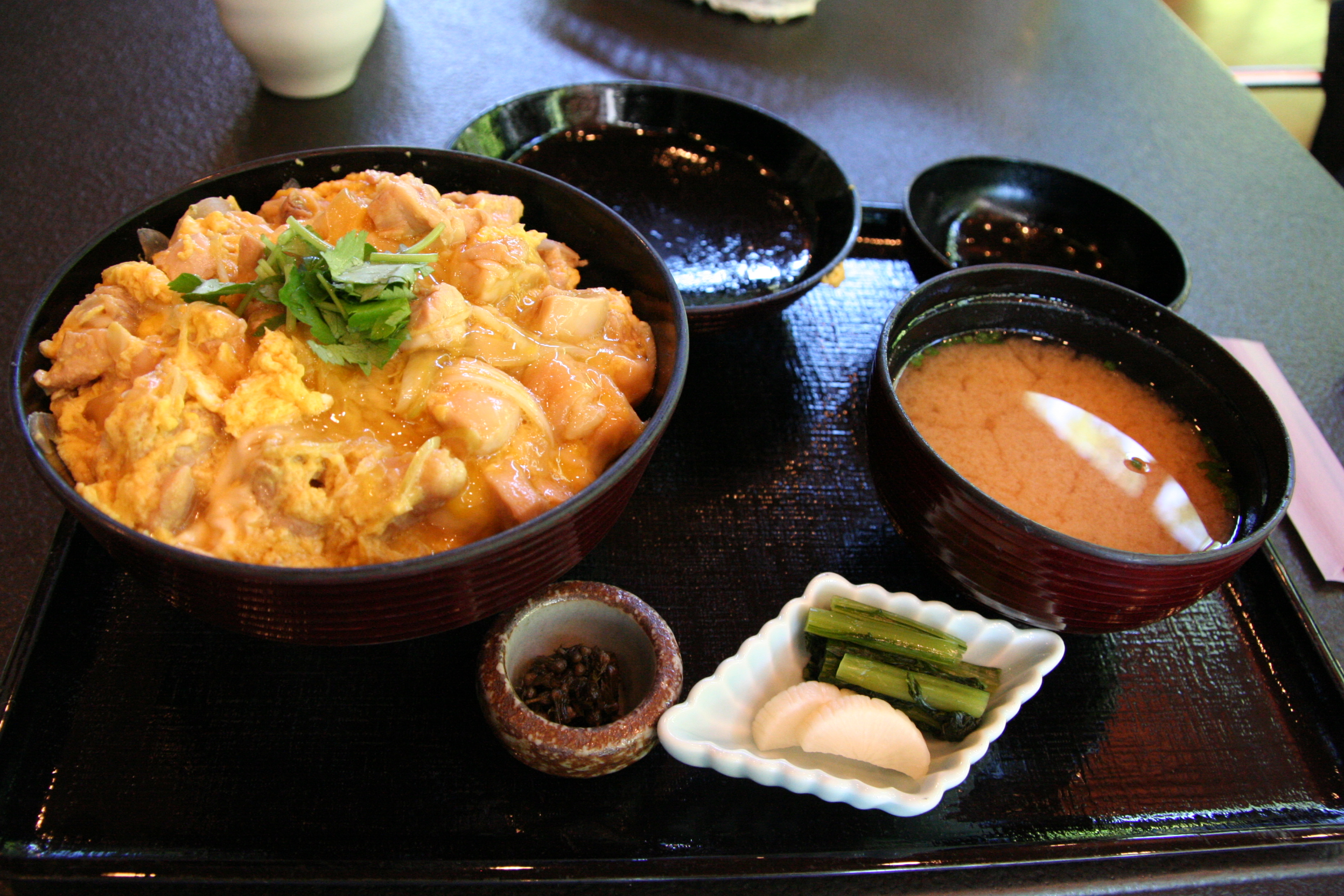